# 罗赫略·富内斯·莫里
罗赫里奧·富内斯·莫里（西班牙語：Rogelio Funes Mori，1991年3月5日—），阿根廷、墨西哥男子足球运动员，司职前锋。現效力於墨西哥足球超級聯賽球隊普馬斯。他曾代表墨西哥国家队参加2022年国际足联世界杯，结果队伍止步小组赛阶段。